# Коробкина (Брянская область)
Коробкина (Коробкино) — деревня в Брасовском районе Брянской области, в составе Дубровского сельского поселения. 
 Расположена у южной окраины села Калошичье. Население — 6 человек (2010).

## История
Впервые упоминается в первой половине XVII века в составе Брасовского стана Комарицкой волости; с 1741 года — владение Апраксиных. Состояла в приходе села Калошичье.
В 1778—1782 гг. входила в Луганский уезд, затем до 1929 в Севском уезде (с 1861 года — в составе Добрикской волости, с 1880-х гг. в Литовенской (Девичьевской) волости, с 1924 в Брасовской волости).
С 1929 года в Брасовском районе; с 1920-х гг. до 1975 года — в Калошичьевском сельсовете, в 1975—2005 гг. в Краснинском сельсовете.
| Годы      | 1866 | 1878 | 1926 | 1979 | 1989 | 2002 | 2010 |
| --------- | ---- | ---- | ---- | ---- | ---- | ---- | ---- |
| Население | 152  | 288  | 446  | 66   | 24   | 11   | 6    |